# Phycidimorpha
Phycidimorpha là một chi bướm đêm thuộc họ Erebidae.